# Wybory parlamentarne w Rosji w 2016 roku

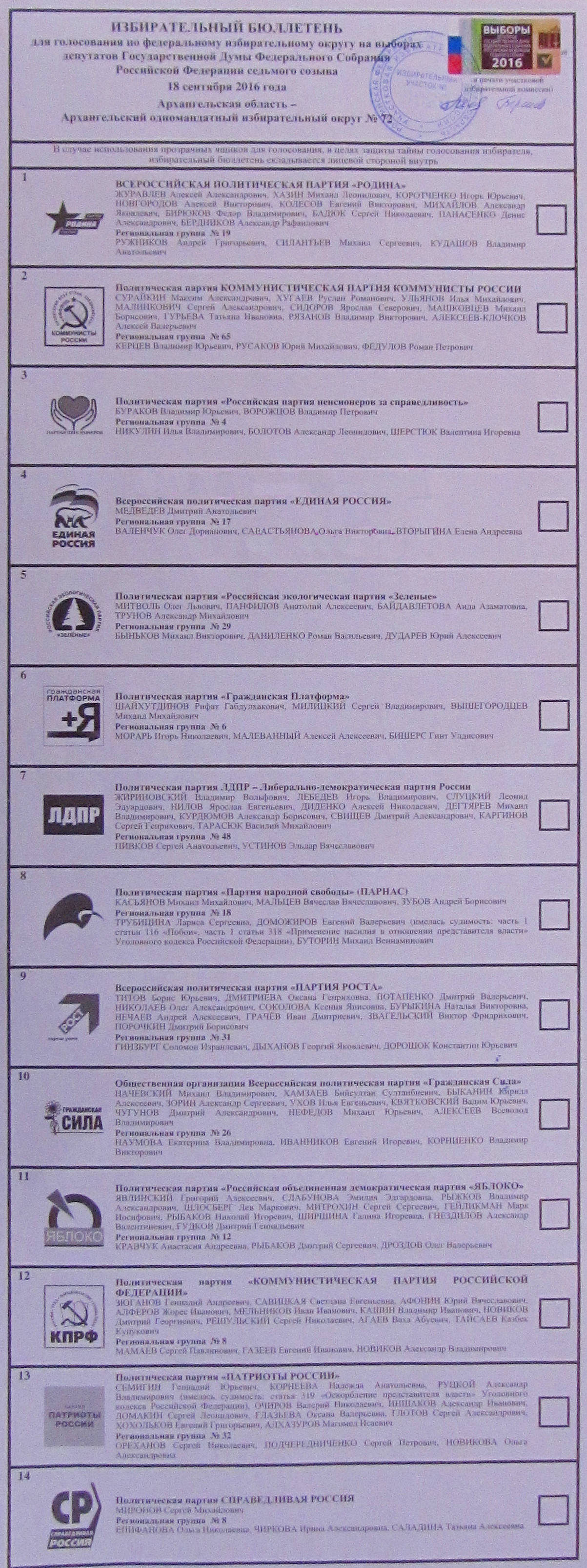
Karta do głosowania

Wybory parlamentarne w Rosji odbyły się 18 września 2016. Początkowo planowane na grudzień 2016, zostały przyspieszone; termin wyznaczono w lipcu 2015.
Wybory zostały przeprowadzone przy zmienionej ordynacji wyborczej, w systemie mieszanym, polegającym na tym, że część kandydatów wybierana jest z list partyjnych, a część według jednomandatowych okręgów wyborczych. 
Według oficjalnych wyników wybory zwyciężyła rządząca Jedna Rosja Władimira Putina i Dmitrija Miedwiediewa zdobywając rekordowe 343 mandaty i większość konstytucyjną. Do Dumy weszli także deputowani Komunistycznej Partii Federacji Rosyjskiej Giennadija Ziuganowa, nacjonalistycznej Liberalno-Demokratycznej Partii Rosji Władimira Żyrinowskiego, Sprawiedliwej Rosji Siergieja Mironowa oraz dwaj przedstawiciele mniejszych partii wybrani w okręgach jednomandatowych. Wynikom partii władzy miała pomóc wyjątkowo niska frekwencja – 47,88%.
Wybory odbyły się m.in. na Krymie i w Sewastopolu, znajdujących się od 2014 roku pod rosyjską kontrolą i ta część wyborów nie została uznana przez m.in. Unię Europejską w tym Polskę.

## Sondaże wyborcze
| Ośrodek badawczy | Data                                       | Jedna Rosja | KPFR | LDPR | Partia Postępu | Platforma Obywatelska | Sprawiedliwa Rosja | Jabłoko | Inne/przeciwko wszystkim |
| ---------------- | ------------------------------------------ | ----------- | ---- | ---- | -------------- | --------------------- | ------------------ | ------- | ------------------------ |
| Lewada           | styczeń 2016 (publikacja 10 lutego 2016)   | 65          | 16   | 8    | 2              | 1                     | 5                  | 1       | ~3                       |
| Lewada           | listopad 2015 (publikacja 10 grudnia 2015) | 69          | 15   | 8    | 1              | 1                     | 4                  | 1       | ~3                       |
| WCIOM            | 13 września 2015                           | 51,6        | 7,8  | 7,7  | -              | -                     | 5,5                | -       | 1,6                      |
| Lewada           | kwiecień 2015                              | 63          | 17   | 7    | 1              | 4                     | 2                  | <1      | 5                        |
| Lewada           | marzec 2015                                | 69          | 14   | 5    | 1              | 1                     | 3                  | <1      | 5                        |
| Lewada           | luty 2015                                  | 64          | 17   | 8    | 2              | 1                     | 1                  | <1      | 8                        |
| Lewada           | styczeń 2015                               | 66          | 10   | 10   | <1             | 1                     | 3                  | 2       | 9                        |